# 廣瀬善樹
広瀬 善樹（ひろせ よしき）は、日本のラジオパーソナリティ、声優、俳優、キャスター、実況アナウンサー、ナレーター、MCである。大阪府出身。F-FactoryJapan所属。

## 人物
- 趣味：犬の散歩、映画鑑賞
- 特技：ドラム演奏、料理、バルーンアート
- 資格：英検2級、防災士、スキューバーダイビング、衛生管理責任者、BBQアドバイザー、終活カウンセラー

.
【ラジオ】
レディオ湘南「湘南Happiness　Sunday」ゲストX-JAPANToshi　キマグレン　花*花　やなわらばー　井上あずみ他・「年末特番チューヴライディング」・「夏特番inサムエルコッキング園」・「８・３１はレディオ湘南の日。防災週間とコラボしちゃうぞスペシャル！」・「防災の日特別番組」・外国語レクチャー番組「ラジカルなび」以上ＤＪ・ナビゲーター
M.バード「防災インフォメーション」ナビゲーター
ｹﾞｽﾄ　テレンスリー　国崎信江他
各局大正製薬青汁・スピードラーニング紹介コーナーゲスト
【テレビ】
各局「EPILUCA北海道」(ショッピング番組）ＭＣ
ショップチャンネル「ケンコー」商品アドバイザー
テレビ埼玉「BACHプラザ」キャスター・｢オートレース中継」実況
奈良テレビ「高校野球中継」実況・「ドラマチックナイン」司会・実況
富士急ハイランド：大食い選手権
筑波サーキット：ＦＪ１６００カーレース・ロードレースバイク選手権
桶川スポーツランド：バイクレース
各種公営競技実況レース数２万レース以上
【ナレーション】（CM・番組・VP他）
ミステリチャンネル「ルネの魔法大辞典」
各局映画宣伝番組「シュレック・フォーエバー」
大塚製薬ジェルブレインフォマーシャル
第一生命イーラーニング
トッパン「NEXT　EXPO プロモーションビデオ」
メディセオ「そこが知りたい漢方」マサカズ先生役
東京エレクトロンデバイス映像
朝日新聞(ＡＳＡ)の取組
You Tubeチャンネルガールズケイリン女子会
北田直俊監督作品「動物愛護法」ニュース映像
STOP!若者の消費者トラブル～東京都の発信するCMを作ろう！～CMシナリオ・動画コンテスト
【ＭＣ】
記者会見　:鈴木宗男氏・福島みずほ氏・山岡賢次氏・東祥三氏・首都圏反原発連合
愛・地球博 龍村仁「ガイアシンフォニー」トークショー 
ＮＴＴcocoa森下千里トークショー
RICHOパートナーフォーラム感謝の夕べ樋口久子トークショー
東京モード学園・ＨＡＬ・首都医校合同卒業式・国際ファッション専門職大学・東京通信大学・国際工科専門職大学入学式
秋葉原エンタまつりチャリティーオークション
東京発・伝統ＷＡ感動「邦楽解体新書」
全国著名愛鳩家の集い
ミューズグランドセレモニー
神戸まつりパレード進行
藤沢市民祭り音楽ライブイベント
大坂城ホールレイヴファクトリー２０００
朝日生命主催yetiallnight!・バレンタインナイト
ＪＡＴＤエキサイティングダンスフェア
ダンススクールエメラルドスィートダンス＆ディナートゥナイト
桜の会技能発表会
NTTフレッツイＤＪベント
スポーピア白鳥ランニングイベント
藤沢市民会館防災フォーラム『プリンセス・プリンセスと防災を語ろう』
遊行寺祭りイベント進行
電子出版ＥＸＰＯ/リテールテック/社内展示会/セキュリティーショーＤＮＰブース
東京モーターショーＩＣＨＩＫＯＨブース
設計製造ソリューションオムロンブース
リテールテック富士通ブース
ＪＰＣＡshowメンターグラフッィクブースなど各種展示会
ジョンソンエンドジョンソンキックオフパーティー
AvePoint Japan2021忘年会
フォーシーズンズホテル椿山荘・帝国ホテル・六本木グランドハイアット・八芳園他披露宴・二次会・お別れ会等冠婚葬祭司会2000件以上
【俳優・声優・モデル】
テレビ朝日　黒澤明ドラマスペシャル「野良犬」代議士下村五郎役
映画「はだしのゲン」竜吉役
学研映画「秘密のかたつむり号」主役
テレビ朝日「ロンドンハーツ」杉田かおるの理想の恋人役
タモリ倶楽部「空耳アワー」曲中再現ＶＴＲ出演
ＮＨＫＢＳ「プロビデンス２」ニュースキャスター役
ＴＢＳ「ワールド井戸端会議２」
日本テレビ「元祖あばれ寿司inベルギー」
テレビ朝日「LEADER'S HOW TO BOOK ジョーシマサイト」
三菱地所リアルエステートサービススチールモデル
JAF交通安全啓発ビデオ夫婦役
ディノス「ツイストライド」モニターモデル
ユニチカガーデンメック各種モニターモデル
Nonlie NMN200プラスイメージモデル
（株）アルマードPクリームモニターモデル
栄研化学㈱癌検査キット世界販促ビデオ医師役
北田直俊監督作品「彷徨う魂」・「佇むモンスター」リポーター役
千葉テレビ「GODドクター」官道龍光役
藤沢宿交流館語り手with一龍齋春水